# Alcalà de Xivert
Alcalà de Xivert és un municipi del País Valencià situat a la comarca del Baix Maestrat. El 2014 tenia 7.233 habitants (INE).

## Geografia
Està ubicat al nord del País Valencià, entre la Costa dels Tarongers i el Maestrat interior. El terme municipal comprén un paisatge interior on contrasten planes i muntanyes i un paisatge litoral on alternen platges i zones rocoses del litoral.
La seua orografia està composta principalment per dos sistemes muntanyosos que ocupen i componen bona part del mapa municipal: la serra de les Talaies en la seua porció nord-oest amb altures com ara la Talaia Grossa (635 metres), i la serra d'Irta, paral·lela al mar des de la mateixa arrel, des d'Alcossebre fins a Peníscola, formant altres contraforts menors com ara la serra de Xivert, que ocupa el centre geogràfic territorial.
Quant a la xarxa hidrogràfica, es distingix per una sèrie de barrancs secs entre els quals cal destacar el riu Coves, també conegut en el seu últim tram com de Sant Miquel, i les rambles del Mas, Valldanxer, Seguer i Estopet com les de major recorregut i entitat. El riu Coves forma, en la seua desembocadura, un delta pedregós i un estany conegut com a l'Estany.

### Barris i pedanies
Al terme municipal d'Alcalà de Xivert (i dependents del mateix ajuntament) es troben també els següents nuclis de població:
- Alcossebre. Nucli de població coster creat en el segle xiv, i actualment centre turístic, amb 10 km de cales i platges àmplies, netes i tranquil·les.
- Capicorb. Nucli de població coster amb platges molt tranquil·les, de poca densitat turística i població estable disseminada.
- Les Fonts. Conjunt d'urbanitzacions centrades en la de Les Fonts, iniciadora de la població en la dècada dels 60, i que amb posterioritat es construí el Port Esportiu de les Fonts al costat de la Platja de les Fonts.

### Municipis limítrofs
El terme municipal d'Alcalà de Xivert limita amb les localitats de La Salzadella, Santa Magdalena de Polpís, Peníscola, Les Coves de Vinromà, Vilanova d'Alcolea, Benlloc i Torreblanca.

### Accessos
Per carretera, s'accedix a la localitat des de la carretera N-340 o des de l'autopista l'AP-7, per la sortida Torreblanca/Alcossebre i, des de l'interior s'hi arriba per la CV-133, que enllaça a Les Coves de Vinromà, amb la CV-10. Té estació de tren de la línia L7.

## Història
Nombroses troballes arqueològiques permeten afirmar la presència humana en el terme d'Alcalà de Xivert des de molt antic. S'ha trobat indústria lítica epipaleolítica, entorn de l'any 9000 a. de C., a la Cova dels Diablets, juntament amb ceràmica del Neolític mitjà i indústria lítica del Neolític final. De l'Eneolític s'han trobat restes ceràmiques en la Cova de la Torrera. Es constata la presència de materials portats pels pobles comerciants, com un escarabeid egipci a la necròpoli de la Solivella, així com ceràmica púnica i grega en diversos jaciments.
De l'època ibèrica hi ha abundants restes arqueològiques: poblats com ara El Palau i El Tossalet, necròpolis com La Solivella, el jaciment iber més important, i El Baixador d'Alcossebre, làpides escrites, restes ceràmiques i metalls al Corral de Royo, Polpís, Irta i Xivert, monedes en Regalfarí, Alcalà i Xivert, i soterraments dispersos en Capicorb, Palaba i Alcossebre, que demostren una densa xarxa de poblament en aquella època. La romanització es constata en la presència de làpides funeràries en el Corral de Royo, Corral Blanc i Almedíxer, i en la via que travessava de nord a sud el terme pel pla d'Alcalà.
Els vestigis medievals més antics són els de la fortalesa àrab de Xivert, les muralles de la qual circumval·len el nucli urbà (s. X-XII) i acullen l'obra dels Templers (segle xiii). Amb la conquesta, l'Orde del Temple organitza el territori de la batlia de Xivert amb la concessió de la carta de poblament a la població musulmana en 1234, als nous assentaments cristians d'Alcalà (1251); Alcossebre (1261); Almedíxer i Castellnovo (1261). Entre elles prompte destacarà Alcalà, que es convertirà en cap de la comanda. Dissolt i extingit el Temple, és substituïda pel nou Orde de Montesa. En època moderna una sèrie d'atacs van caure sobre la població: la moreria d'Alcalà de Xivert va ser saquejada per Estellés en 1521; en 1547 un atac de pirates barbarescs és rebutjat per la població d'Alcalà, així com un altre a la torre vigia de Capicorb en 1586. Una vegada unida la batlia a la Corona en 1592, i després de l'expulsió dels moriscs, es va intentar repoblar la localitat mudèjar de Xivert, cosa que va fracassar, i calgué afegir-la, juntament amb Santa Magdalena de Polpís, a Alcalà en 1632. Alcossebre, que havia obtingut la segona carta pobla en 1330, va ser incorporat en 1663. En el segle xix es va produir la segregació de Santa Magdalena de Polpís i el gran creixement de la població que va passar dels 800 veïns (uns 3.200 habitants) en temps d'Cavanilles, als més de 6.000 habitants de 1900. El segle xix va donar capitosts a la causa carlina, (entre els quals destaca en la tercera guerra carlina, Pasqual Cucala), raó per la qual la vila va ser durament reprimida després de la victòria liberal. En el segle xx, després dels desastres de la guerra civil, es va veure sumida en una regressió econòmica, propiciada a més per l'agricultura de secà, situació que es va anar modificant sensiblement des dels anys 70 per l'extensió del regadiu i l'auge del turisme en la costa d'Alcossebre i Capicorb.

## Demografia
La següent gràfica de barres arreplega l'evolució poblacional d'Alcalà de Xivert durant la major part de l'època estadística:
| Evolució demogràfica (des de 1877) Censos de població | Evolució demogràfica (des de 1877) Censos de població | Evolució demogràfica (des de 1877) Censos de població |
| ----------------------------------------------------- | ----------------------------------------------------- | ----------------------------------------------------- |
|                                                       |                                                       |                                                       |
|                                                       |                                                       |                                                       |
|                                                       | Font: Institut Nacional d'Estadística                 |                                                       |

| Població | 5.456 | 5.750 | 6.164 | 6.324 | 6.449 | 6.752 | 7.074 | 7.358 | 7.884 | 7.926 | 7.860 | 8.175 | 8.218 | 8.208 |

Distribució de la població entre els nuclis de població:
| Entitat de població | Habitants (2008) |
| ------------------- | ---------------- |
| Alcalà de Xivert    | 3.971            |
| Alcossebre          | 2.151            |
| Capicorb            | 260              |
| Les Fonts           | 1.502            |

## Economia

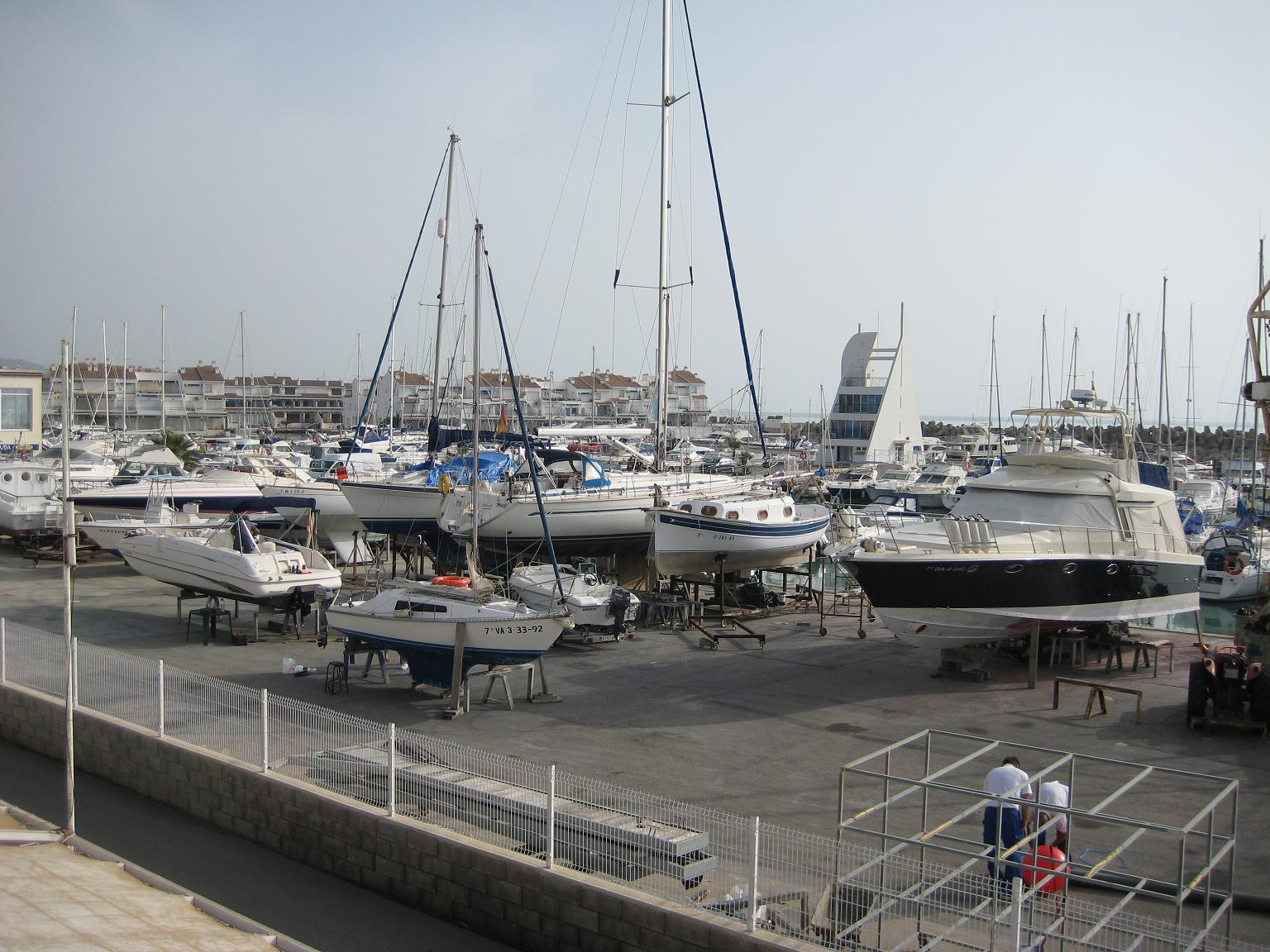
Port esportiu de Les Fonts

L'agricultura, històricament el fonament de l'economia xivertina, ha retrocedit en els darrers anys. La superfície cultivada s'ha reduït a la meitat en els darrers 50 anys, i sols interessen les zones amb reg. Els cítrics han augmentat però actualment estan en crisi. De la zona d'horta destaca la tomata de penjar. La ramaderia es troba majoritàriament a les granges de porcs i d'aviram.
La indústria està representada per construcció de mobles i els seus derivats, teixits, peces de vestir, depòsits de materials de construcció, molins d'oli, tallers d'armadures metàl·liques, fusteries, reparació d'automòbils i afins, així com diversos magatzems de fruites on es manipulen, envasen i comercialitzen molts dels fruits del terme municipal. També la parcel·la de la construcció ha progressat molt i figura entre les primeres indústries locals, impulsada per la forta demanda turística.
El turisme és el principal sector econòmic d'Alcalà. A tota la costa s'ha incrementat el desenvolupament turístic, amb nous apartaments. Eixa evolució ha suposat un fort augment dels serveis relacionats, com ara l'hoteleria, la restauració i la gestió immobiliària, entre d'altres.

## Política i govern

### Composició de la Corporació Municipal
El Ple de l'Ajuntament està format per 13 regidors. En les eleccions municipals de 26 de maig de 2019 foren elegits 7 regidors del Partit Popular (PP), 4 del Partit Socialista del País Valencià (PSPV-PSOE), 1 de Compromís per Alcalà i Alcossebre (Compromís) i 1 de Ciutadans - Partit de la Ciutadania (Cs).
| Eleccions municipals de 26 de maig de 2019 - Alcalà de Xivert                                                                  |                                          |                                     |                                     |        |          |          |
| Candidatura | Candidatura                              | Candidatura                         | Cap de llista                       | Vots   | Vots     | Regidors |
| | Partit Popular                           |                                     | Francisco Juan Mars                 | 1.793  | 49,10%   | 7 ()     |
| | Partit Socialista del País Valencià-PSOE |                                     | Joan Ronchera Fabregat              | 1.198  | 32,80%   | 4 ()     |
| | Compromís per Alcalà i Alcossebre        |                                     | Maria Sorlí Fresquet                | 336    | 9,20%    | 1 ()     |
| | Ciutadans - Partit de la Ciutadania      |                                     | Ximo Zaragoza Galindo               | 301    | 8,24%    | 1 ()     |
| | Vots en blanc                            |                                     |                                     | 24     | 0,66%    |          |
| Total vots vàlids i regidors                                                                                                   | Total vots vàlids i regidors             | Total vots vàlids i regidors        | Total vots vàlids i regidors        | 3.652  | 100 %    | 13       |
| | Vots nuls                                | Vots nuls                           | Vots nuls                           | 55     | 1,48%    |          |
| Participació (vots vàlids més nuls)                                                                                            | Participació (vots vàlids més nuls)      | Participació (vots vàlids més nuls) | Participació (vots vàlids més nuls) | 3.707  | 73,51%** |          |
| Abstenció | Abstenció                                | Abstenció                           | Abstenció                           | 1.336* | 26,49%** |          |
| Total cens electoral | Total cens electoral                     | Total cens electoral                | Total cens electoral                | 5.043* | 100 %**  |          |
| Alcalde: Francisco Juan Mars (PP) (15/06/2019) Per majoria absoluta dels vots dels regidors (7 vots de PP)                     |                                          |                                     |                                     |        |          |          |
| Fonts: JEC, JEZ Vinaròs, M. Interior, Periòdic Ara. (* No són vots sinó electors. ** Percentatge respecte del cens electoral.) |                                          |                                     |                                     |        |          |          |

### Alcaldes
Des de 2007 l'alcalde d'Alcalà de Xivert és Francisco Ramón Juan Mars del Partit Popular, que ja va ser alcalde entre 1995 i 2003.
| Període                       | Alcalde o alcaldessa                                       | Partit polític             | Data de possessió        | Observacions |
| ----------------------------- | ---------------------------------------------------------- | -------------------------- | ------------------------ | ------------ |
| 1979–1983                     | Juan Castillo Ibáñez                                       | PSPV-PSOE                  | 19/04/1979               | --           |
| 1983–1987                     | Joaquín Puig Almela Daniel Durá Cherta Juan García Barceló | CDS PSPV-PSOE AP-PDP-UL-UV | 28/05/1983 ?? 09/10/1984 | ?? --        |
| 1987–1991                     | Juan García Barceló                                        | AP                         | 30/06/1987               | --           |
| 1991–1995                     | Rafael Segarra Calduch                                     | PSPV-PSOE                  | 15/06/1991               | --           |
| 1995–1999                     | Francisco Ramón Juan Mars                                  | PP                         | 17/06/1995               | --           |
| 1999–2003                     | Francisco Ramón Juan Mars                                  | PP                         | 03/07/1999               | --           |
| 2003–2007                     | Isabel Soriano Barceló                                     | PSPV-PSOE                  | 14/06/2003               | --           |
| 2007–2011                     | Francisco Ramón Juan Mars                                  | PP                         | 16/06/2007               | --           |
| 2011–2015                     | Francisco Ramón Juan Mars                                  | PP                         | 11/06/2011               | --           |
| 2015–2019                     | Francisco Ramón Juan Mars                                  | PP                         | 13/06/2015               | --           |
| 2019-2023                     | Francisco Ramón Juan Mars                                  | PP                         | 15/06/2019               | --           |
| Des de 2023                   | n/d                                                        | n/d                        | 17/06/2023               | --           |
| Fonts: Generalitat Valenciana |                                                            |                            |                          |              |

## Monuments

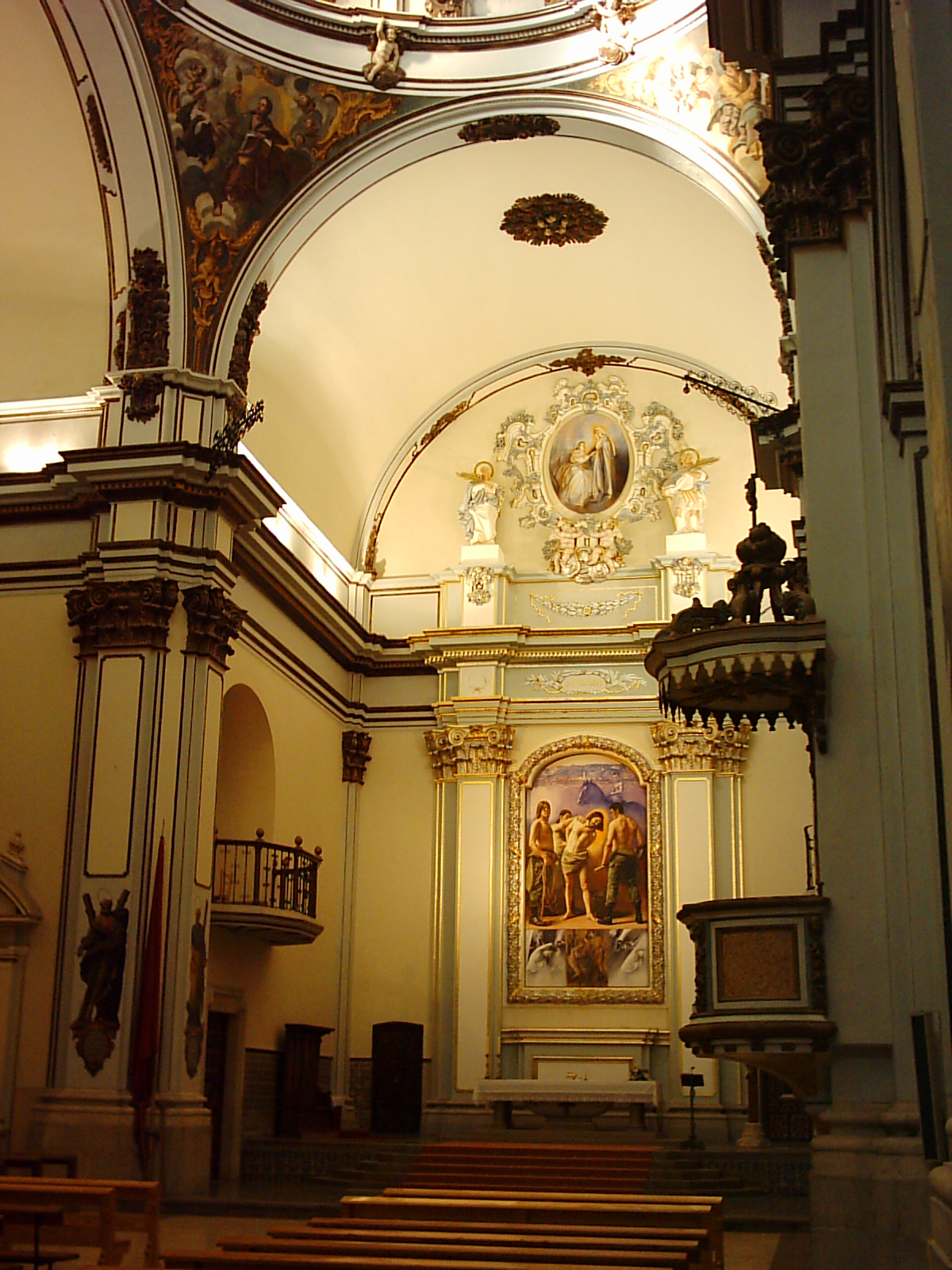
Interior de l'Església de Sant Joan Baptista

### Monuments religiosos
- Església de Sant Joan Baptista. El temple parroquial és un grandiós edifici del barroc classicista valencià. Es va col·locar la primera pedra el 14 d'abril de 1736 i es va beneir trenta anys després. Els plànols són de l'arquitecte José Herrero; van treballar en l'obra els mestres V. Carbó i F. Garrafulla, i després Joan Barceló, qui la va concloure. Té planta de creu llatina, amb quatre trams en la nau central i col·laterals, capelles laterals entre els contraforts, i està coberta amb volta de canó i esvelta cúpula sobre tambor i petxines en el creuer, així com cúpules en les naus laterals. En la part dels peus s'obri la capella de Comunió, de planta de creu grega. En correspondència amb les naus, s'obrin tres portades en la façana principal, la central tipus retaule barroc amb una superposició de columnes exemptes sobre pedestals, i les laterals s'articulen mitjançant columnes toscanes adossades. La façana està rematada en la part superior central per una imatge en pedra de Sant Miquel lluitant amb el dimoni, obra de l'artista reusenc Artur Aldoma Puig (1987), que va substituir una altra desapareguda en la guerra civil.

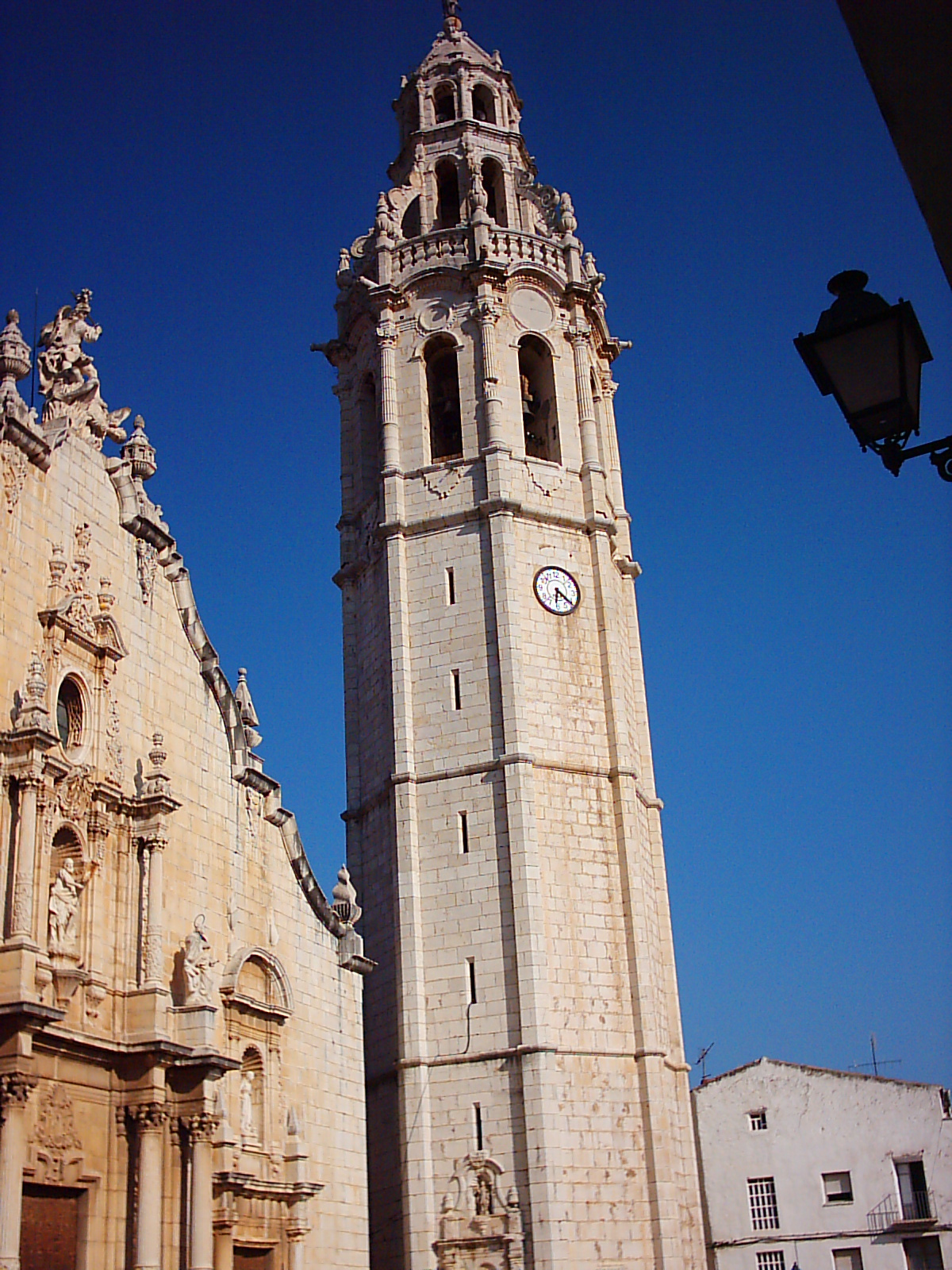
Torre-campanar i església de Sant Joan Baptista

- Torre-Campanar. A la part dreta de la monumental façana de l'església s'alça la torre-campanar, la més alta de l'antic Regne de València. L'obra es va iniciar el 15 agost de 1784 i es va acabar el 14 de juny de 1803; respon a les traces de l'arquitecte Joan Barceló, després de la mort del qual, va ser conclosa per Blas Teruel. L'obra, tota ella realitzada en pedreria, és de planta octogonal en tota la seua alçada: articula el seu fust amb contraforts als costats i cordons horitzontals; a la base, tres graderies i una portada d'accés elevada, amb la imatge de Santa Bàrbara. L'accés al cos de campanes es realitza per una escala de caragol, i per una altra, a les dependències superiors. El campanar s'obri a cada cara per allargades arquejades de mig punt. Alçat per pilars allargats, es disposa l'últim cos. El coronament està constituït per una volta octogonal llisa i una gran bola en la cúspide que servix de base a la imatge de Sant Joan Baptista.
- Capella de la Verge dels Desemparats. Es va construir en 1705, en maçoneria i amb porta de llinda sobre la qual hi ha una obertura i després d'una senzilla cornisa, una campana. La planta és d'una sola nau amb quatre trams, en el primer dels quals hi ha una cúpula.
- Ermita de Sant Antoni. Situada a Capicorb al costat del litoral, entre la torre vigia del mateix nom i el caseriu de la zona. Va ser construïda en 1773.
- Ermita de Sant Benet i Santa Llúcia. Està elevada a la Serra d'Irta. La major part de l'estructura actual sembla indicar que data del segle xvii, si bé es tenen notícies d'uns antecedents com a torre vigia que podrien datar-se cap al segle xvi de la qual, a la part posterior de l'ermitori, n'hi ha algunes restes que actualment formen part del conjunt.
- Ermita del Calvari. Obra del Barroc Valencià que es començà a construir pocs anys abans de l'Església Parroquial, el 3 de maig de 1727. Assentada en planta rectangular, mostra dos sortints a la capçalera que responen a l'habitatge de l'ermità i a la sagristia. La volta és de canó i la cúpula octogonal exterior és apuntada. La façana data de 1731, la portada mostra una senzilla sobrietat trencada per un onejat frontó i una cornisa mixtilínia coronada per un petit campanar de paret. En els últims anys s'han habilitat els patis d'esta ermita amb paellers i zones d'esplai.
- Ermita Sant Miquel. De planta rectangular amb una sola nau, el seu origen cal situar-lo en el segle xviii.
- Església Sant Cristòfol. En el seu emplaçament actual va haver-hi una torre de vigilància que dominava les actuals platges del Carregador, Romana i Fuentes. Esta torre es va construir en el centre del poblat d'Alcossebre i hi ha notícies que indiquen que continuava en peu en 1610. A la fi del segle xviii en el seu solar es va edificar una ermita dedicada a San Cristòfol que seria enderrocada en temps contemporanis per a construir l'actual església.

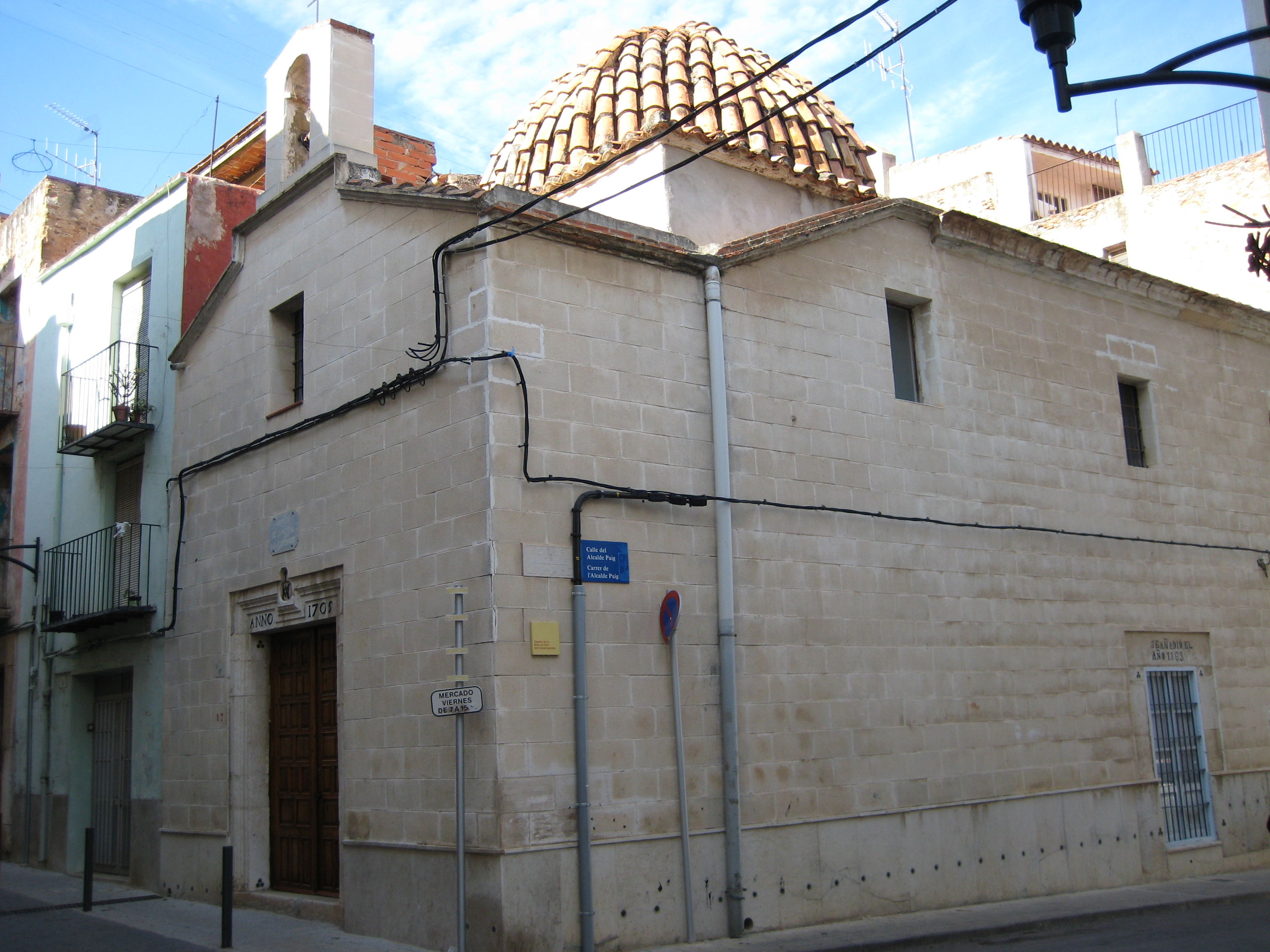
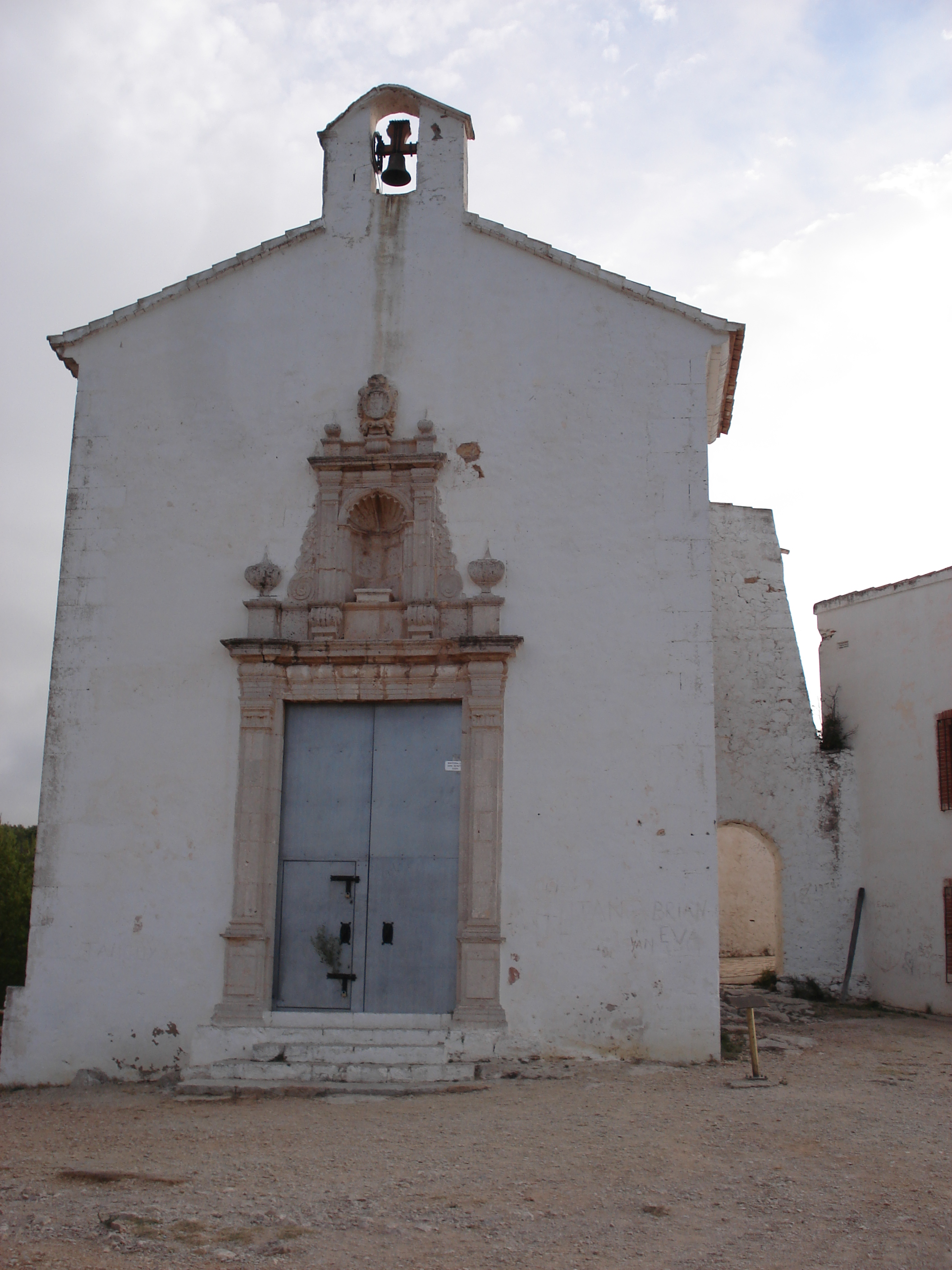
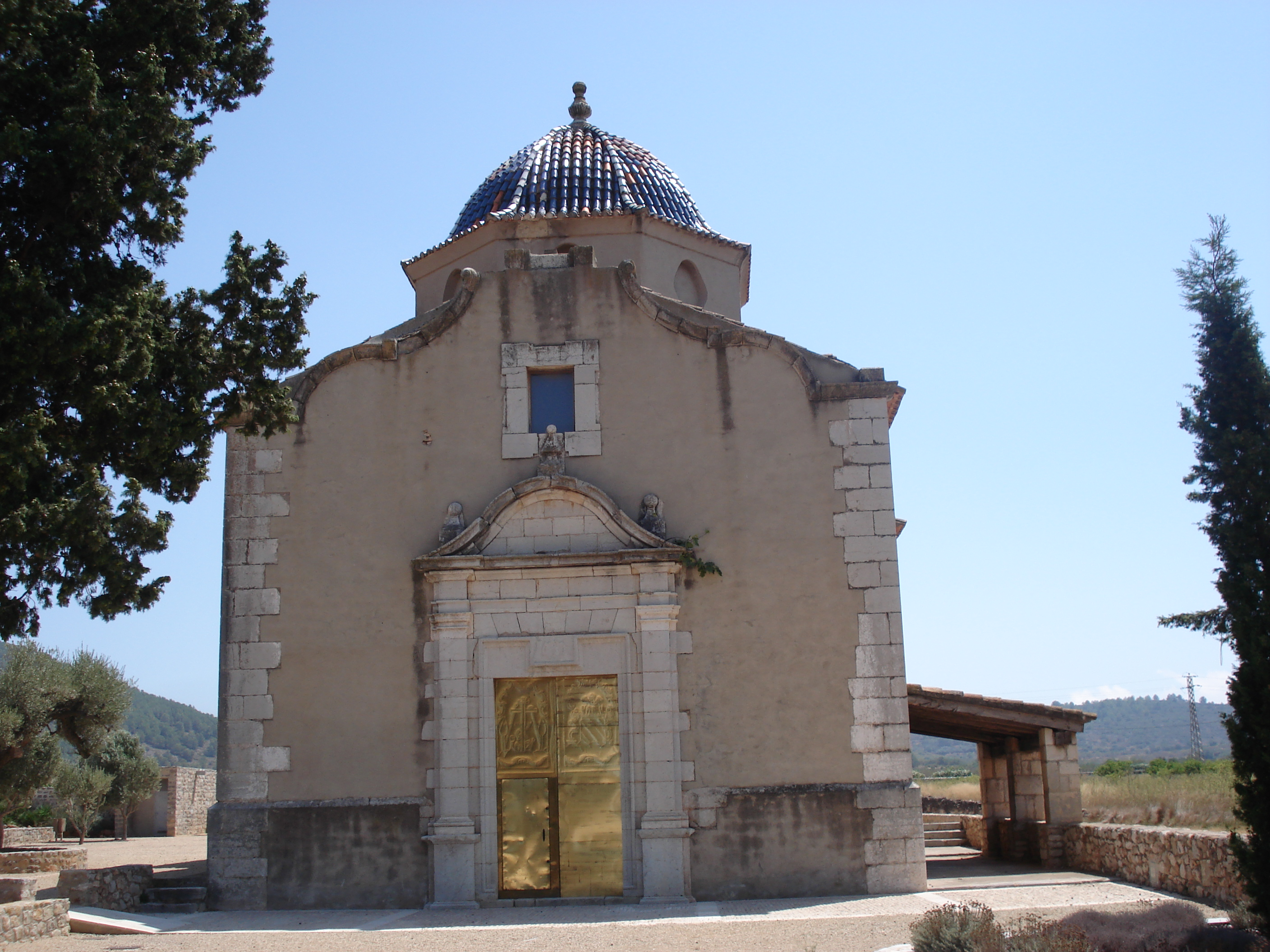
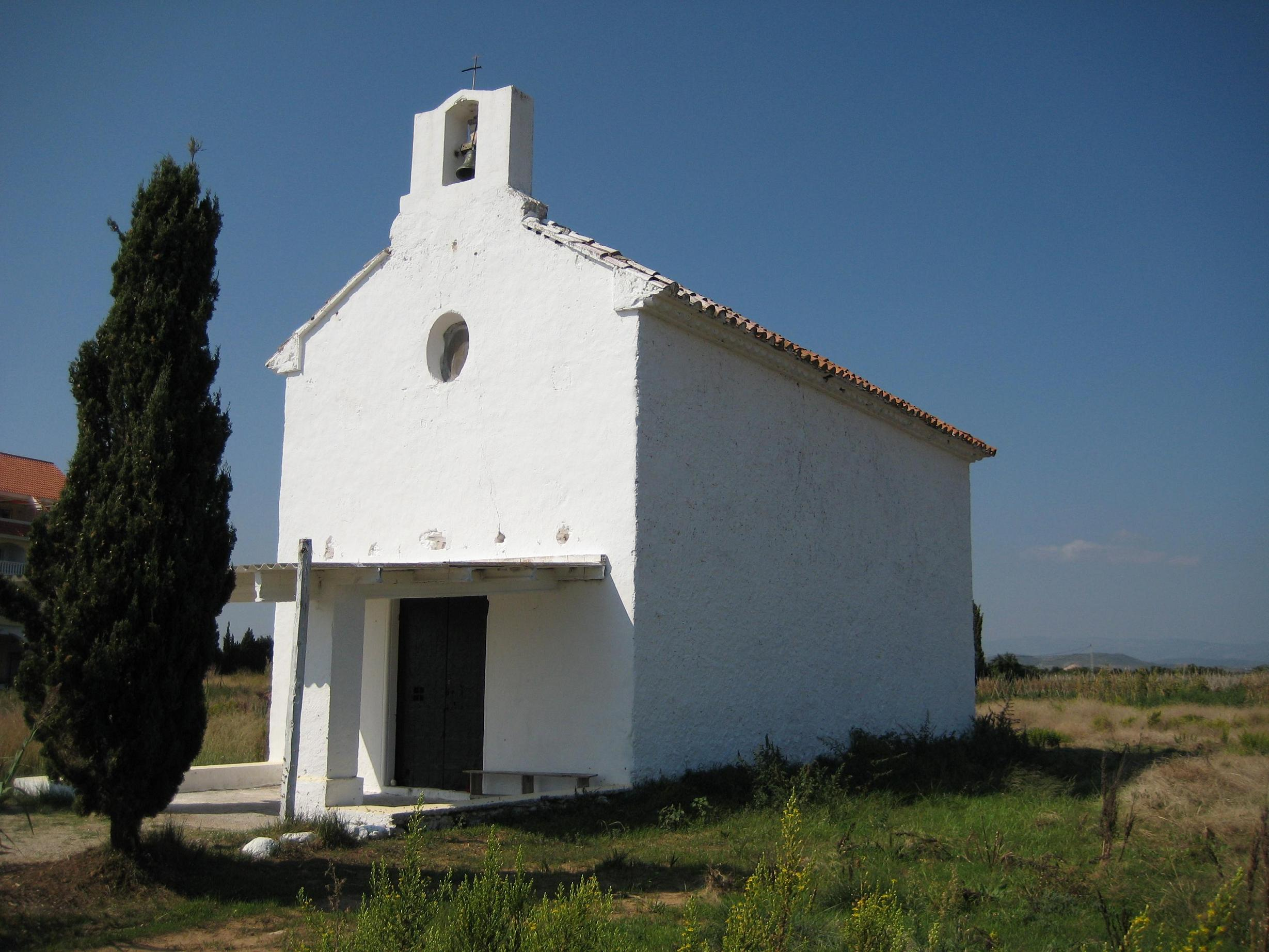

- Capella de la Verge dels Desemparats
- Ermita de Sant Benet i Santa Llúcia
- Ermita del Calvari
- Ermita de Sant Antoni

### Monuments civils

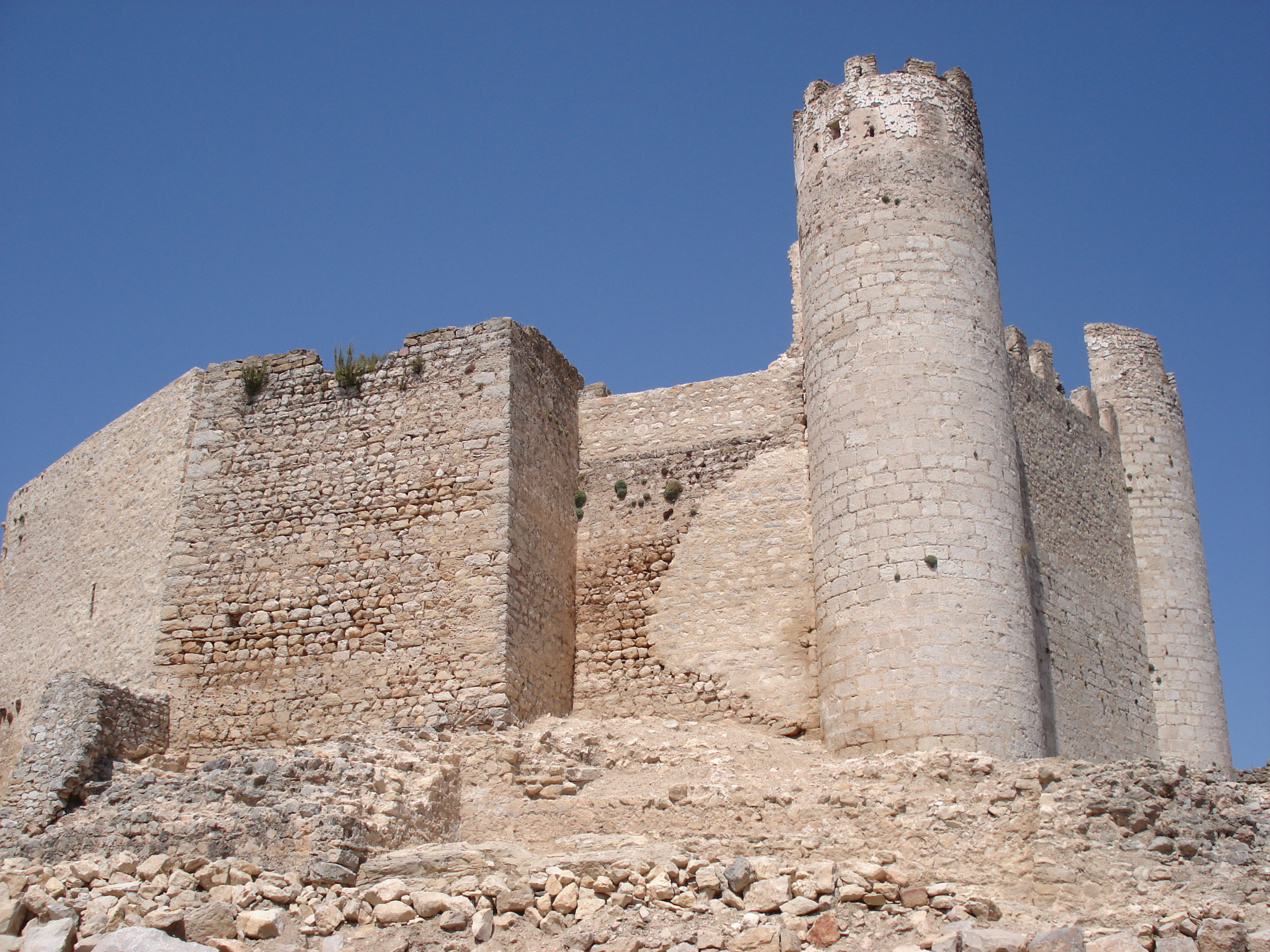
Castell de Xivert

- Castell de Xivert. Està emplaçat a la part alta de la serra dominant el pla i la mar. Conserva dues parts ben diferenciades: l'àrab i la cristiana. La primera comprén el recinte emmurallat extern, obra dels segles X i XI, on destaquen alguns grans llenços en tapial, amb coronaments de merlets, i que s'obria per la porta de l'Albacar. Al seu interior encara es conserven bones mostres d'arquitectura domèstica musulmana. És molt interessant la inscripció àrab del mur: "per al retrobament amb Déu". Dalt del tot s'eleva la fortalesa templera, que va arribar a comptar amb capella, espaioses dependències, cavallerissa i diverses torrasses. Són notables les torres circulars i el mur de la part sud, obra de pedreria, així com la cisterna de provisió del castell, de volta rebaixada.

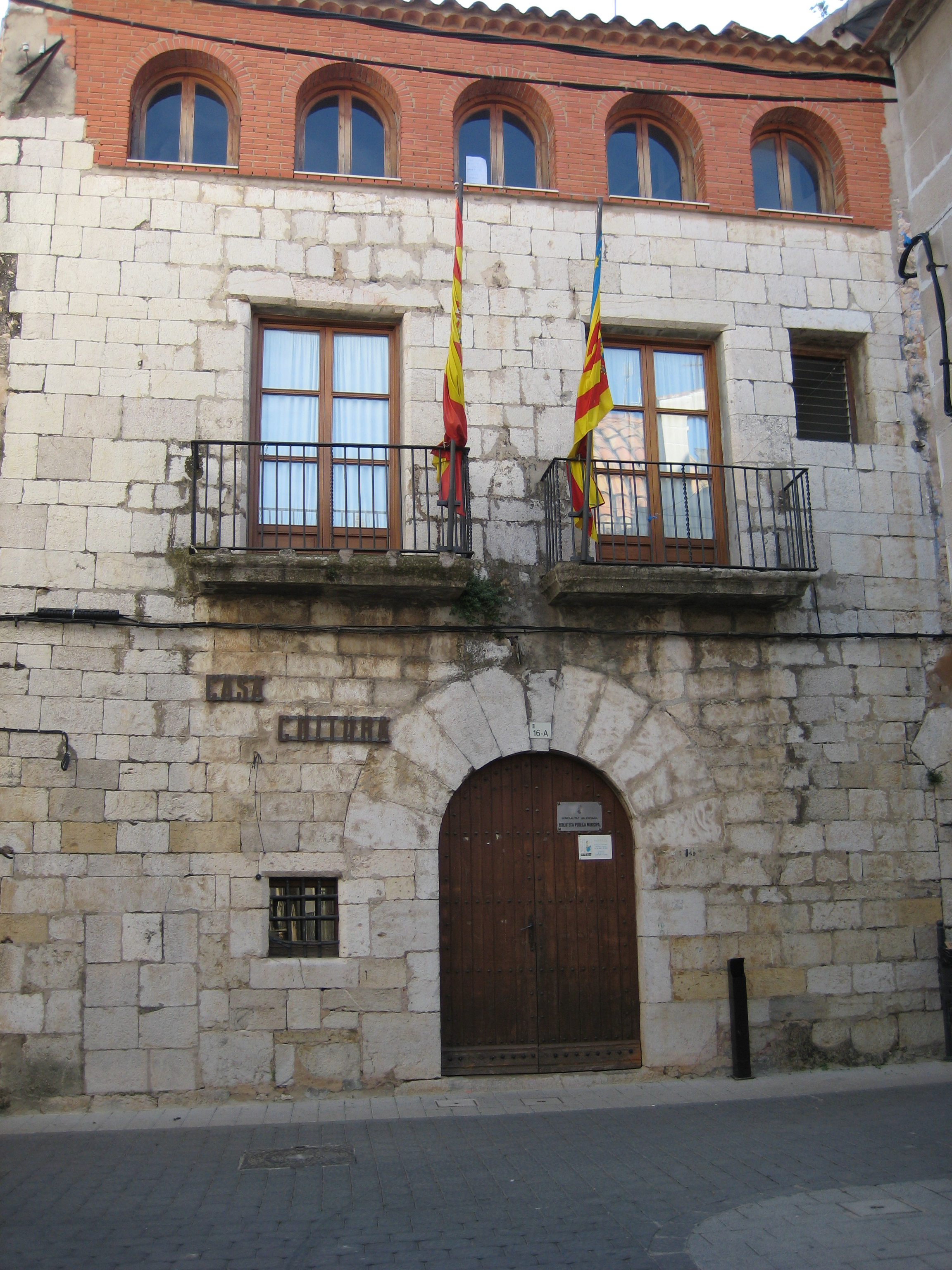
Casa de la Cultura

- Casa de la Cultura. És un edifici de caràcter renaixentista, si bé pels seus carreus podríem igualment situar-lo a la fi del segle xv. Potser va ser la residència del Justícia; però sí que tenim notícies que durant segles va ser Casa Capitular. També durant anys va ser una estança de l'edifici destinada a presó: de fet, a l'obertura de la façana es conserva una reixa.
- El Prigó del Rei. Obelisc construït en honor de Carles IV quan durant el seu viatge cap a Barcelona amb tota la família reial i Manuel Godoy, que els acompanyava. Van pernoctar a Alcalà el 23 de novembre de 1802.
- La Torre Ebrí. Situada a la Serra d'Irta, els seus orígens sembla que es remunten al segle xvi quan les incursions barbaresques van obligar a construir torres vigia. Construïda sobre una base circular de 5,5 m de diàmetre, s'eleva fins a 8,5 m d'altura. En el seu interior s'observen les restes de les estances a les quals s'accedia a través d'escales de mà.
- Torre de Capicorb. Es troba en el caseriu del mateix nom. El castell de Xivert tenia un nodrit grup de torres que formaven la xarxa d'alerta i vigia del castell, entre les quals la més coneguda era la de Capicorb. Existixen notícies que el comanador de l'Orde de Montesa, fra Lluís Despuig, la va manar construir el 28 d'abril de 1427 a la desembocadura del riu Sant Miquel i al costat del litoral. Té planta quadrangular i una alçada de 13 metres.

## Llocs d'interés

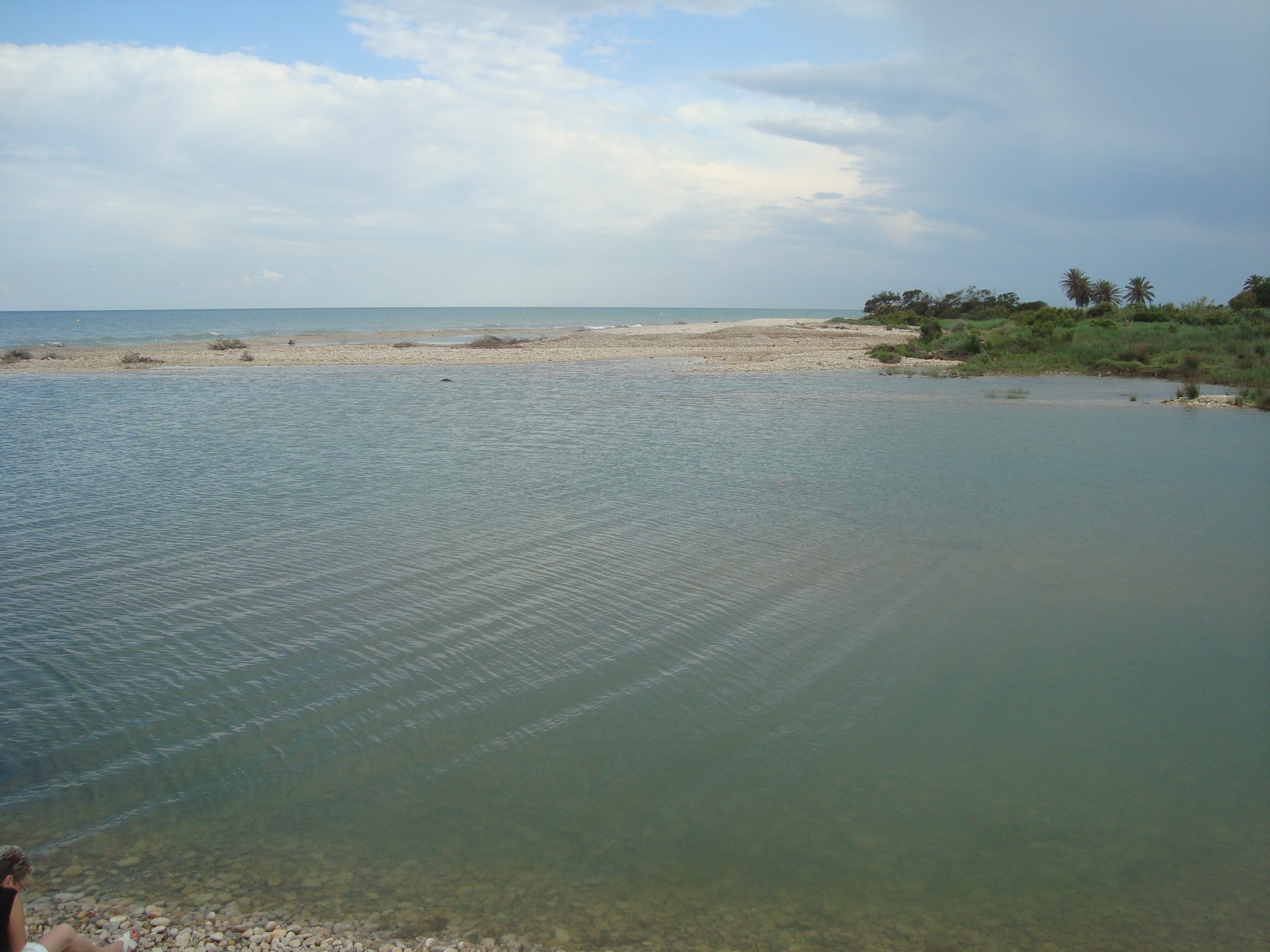
Desembocadura del riu Sant Miquel o riu Coves (Capicorb)

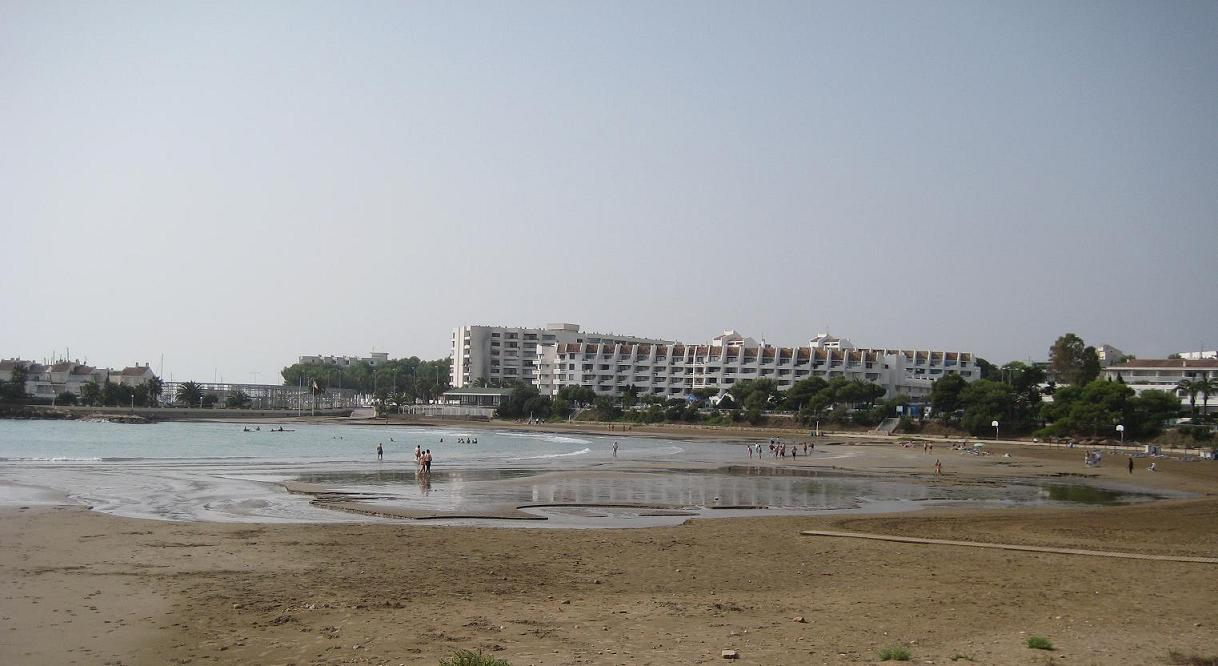
Platja de les Fonts

- Les Dunes. La duna es troba entre les platges del Carregador i la Romana, que amb les seues arenes contribuïxen a la seua formació. El conjunt està constituït per les roques de base, les quals formen l'anomenada Punta del Carregador, també anomenada Roquer Martí. L'altura de la duna és actualment d'uns quatre metres i la superfície que ocupa d'uns 6.000 m². N'és exemplar únic tant en vegetació com en ubicació.
- L'Estany. És un petit delta semisubmergit format a la desembocadura del riu Sant Miquel. Es tracta d'una reduïda extensió d'aigua, acumulada en una depressió del terreny. La flora típica la constituïxen el canyís i el baladre.
- Serra d'Irta. La costa nord d'Alcossebre mostra amplis paratges naturals salvaguardats de l'acció urbanitzadora humana, com ara el Parc Natural de la Serra d'Irta, que conté una vegetació autòctona rica i variada, on es desenvolupa tot un catàleg de flora típica mediterrània, formant veritables conjunts vegetals de notable importància ecològica i forestal: es compon principalment de matolls semiàrids, podent-se trobar, entre d'altres, el fenoll, el llentiscle, el margalló, el romaní, el bruc, l'argelaga, la farigola, la cua de gat, el baladre, l'arboç, el fenàs, la camamirla, etc. Dividint la serra i travessant-la de sud a nord fins al centre trobem el Barranc d'Estopet, amb uns paratges i plans arbrats poc comuns al litoral valencià.
- Costa de Ribamar. Al nord de la costa xivertina, tres quilòmetres d'una costa rocosa verge sols interrompuda per la platja de Ribamar, cala Mundina i cala Blanca.
- Platja de les Fonts. Té la peculiaritat que hi emergixen fonts d'aigua dolça.
- Platja del Carregador. Situada en el centre d'Alcossebre; posseïx el distintiu de bandera blava per la netedat de les seues aigües.
- Platja Romana. També hi oneja el distintiu de bandera blava.
- Platja del Moro. Posseïx també el distintiu de bandera blava. Deu el seu nom a una roca homònima de gran grandària que emergix enfront d'ella a escassa distància.
- Tres Platges. Formada per tres petites cales d'arena fina, abrigades per estructures rocoses que les aïlla visualment de l'entorn.
- Platja de Manyetes o Tropicana. Situada a la zona de Capicorb i separada per roques de les Tres Platges. També compta amb el distintiu de bandera blava.
- Platja del Serradal. Platja de cudols i arena que arriba fins al riu Coves.
- Platja de Capicorb. Platja de cudols al sud del riu Coves, davant de l'ermita de Sant Antoni, a Capicorb.

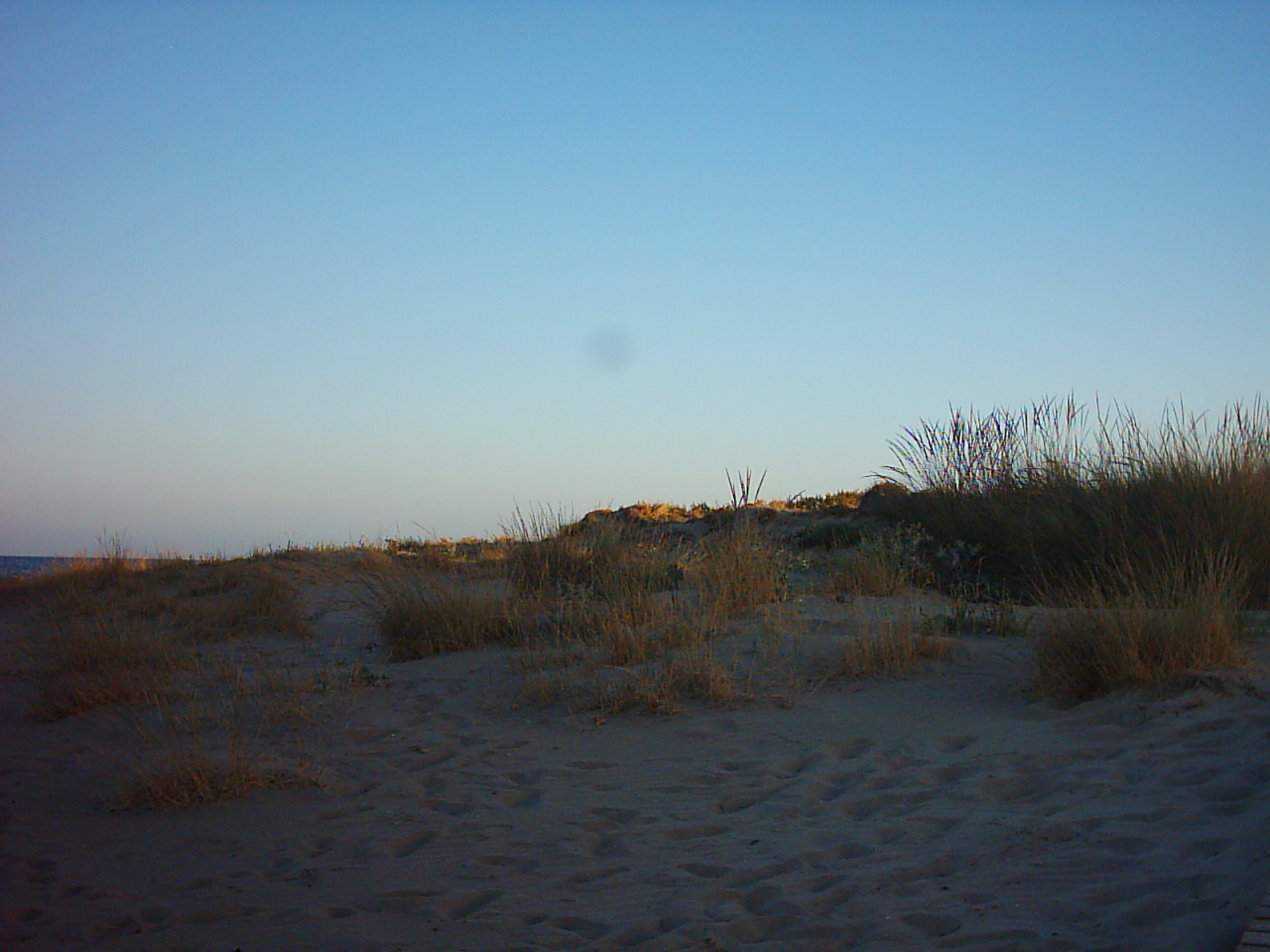
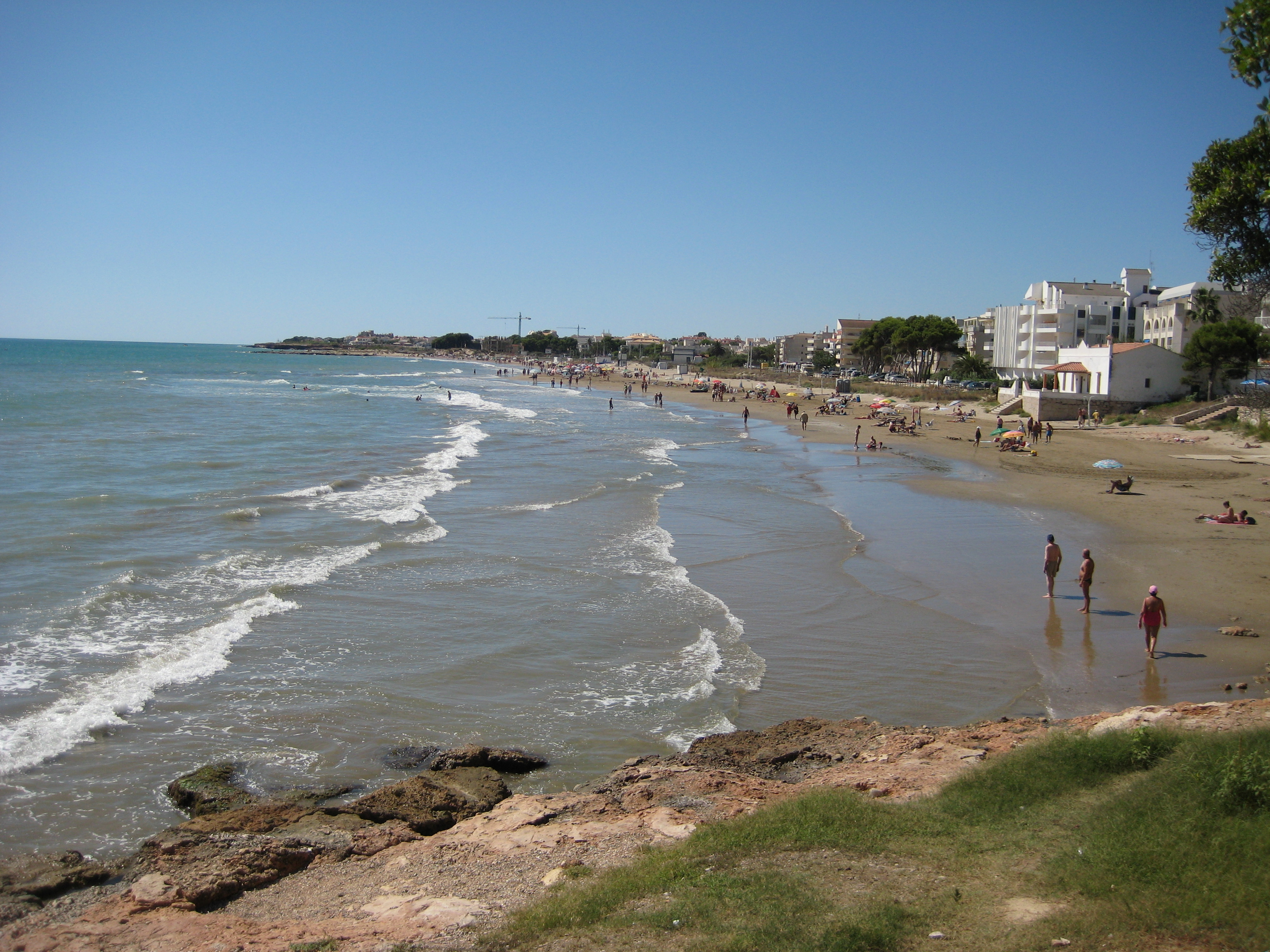
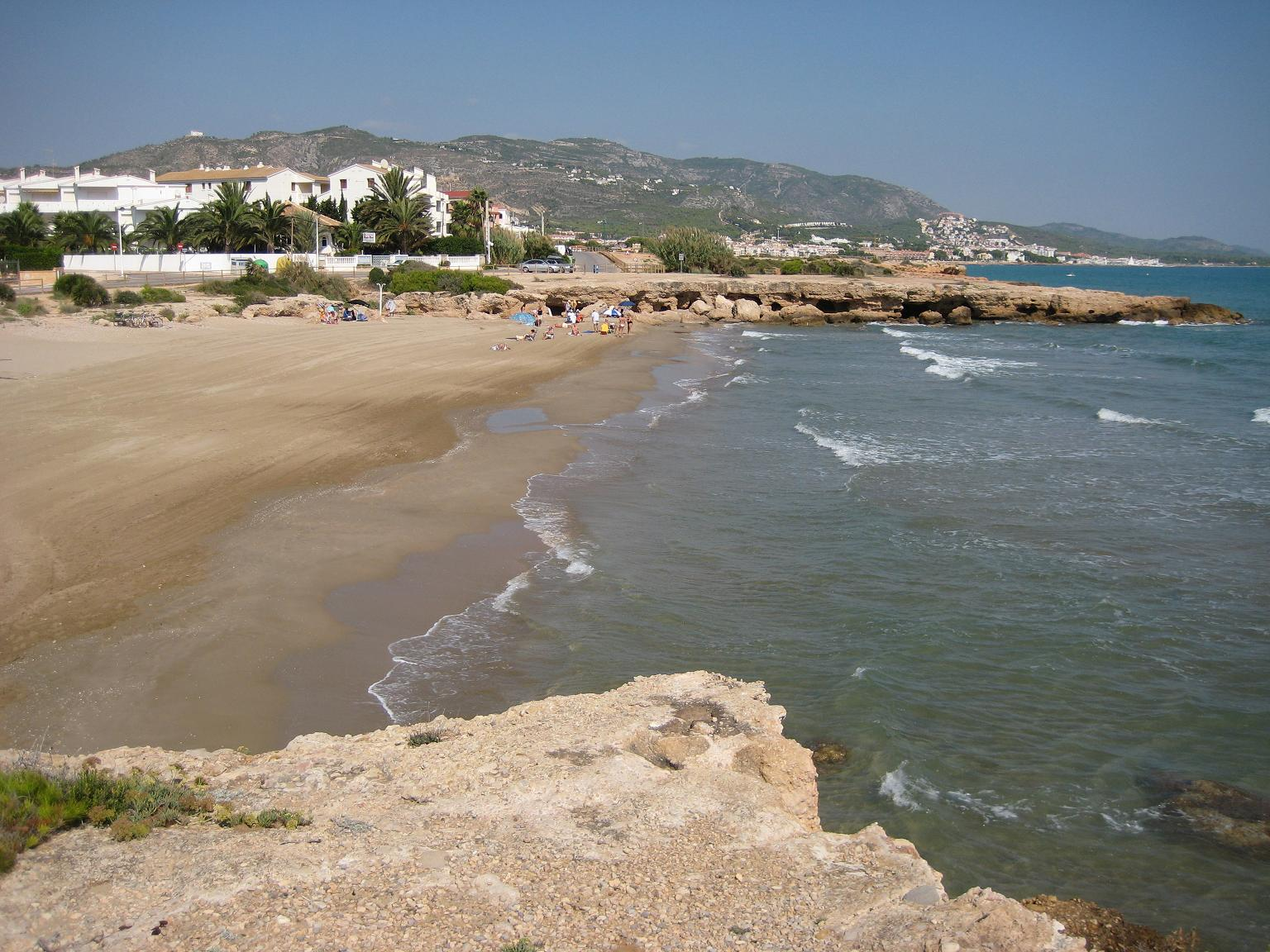
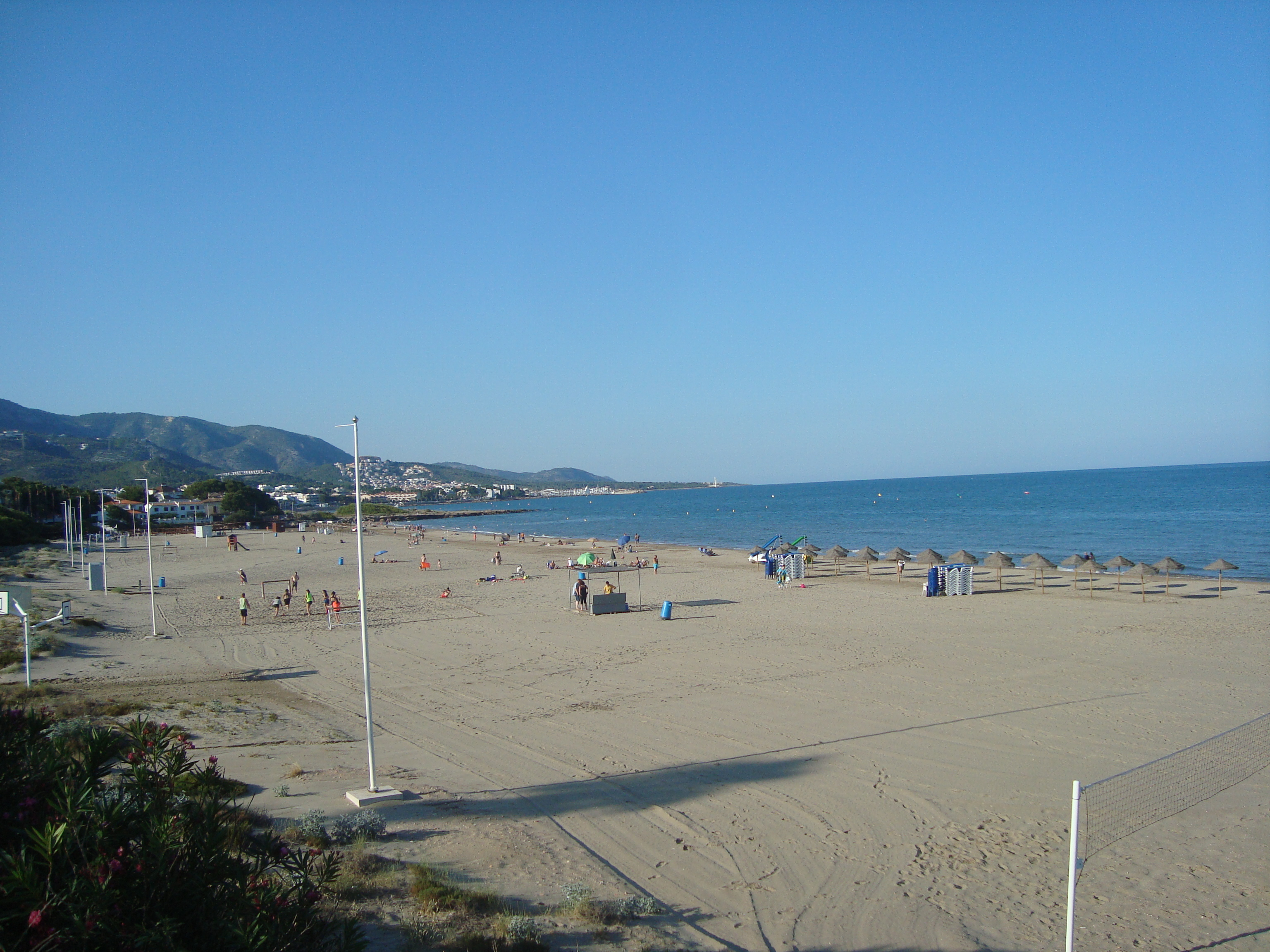
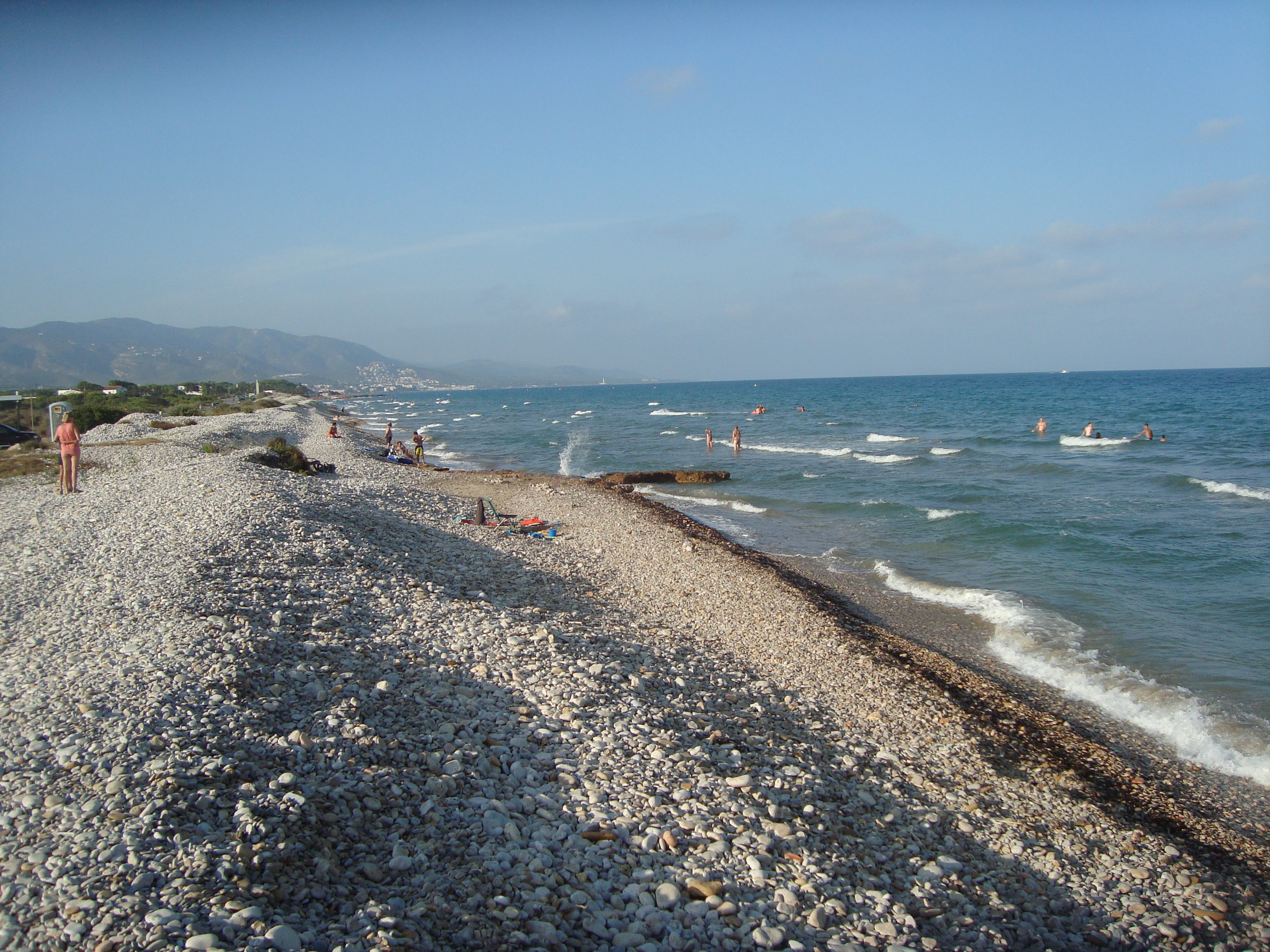
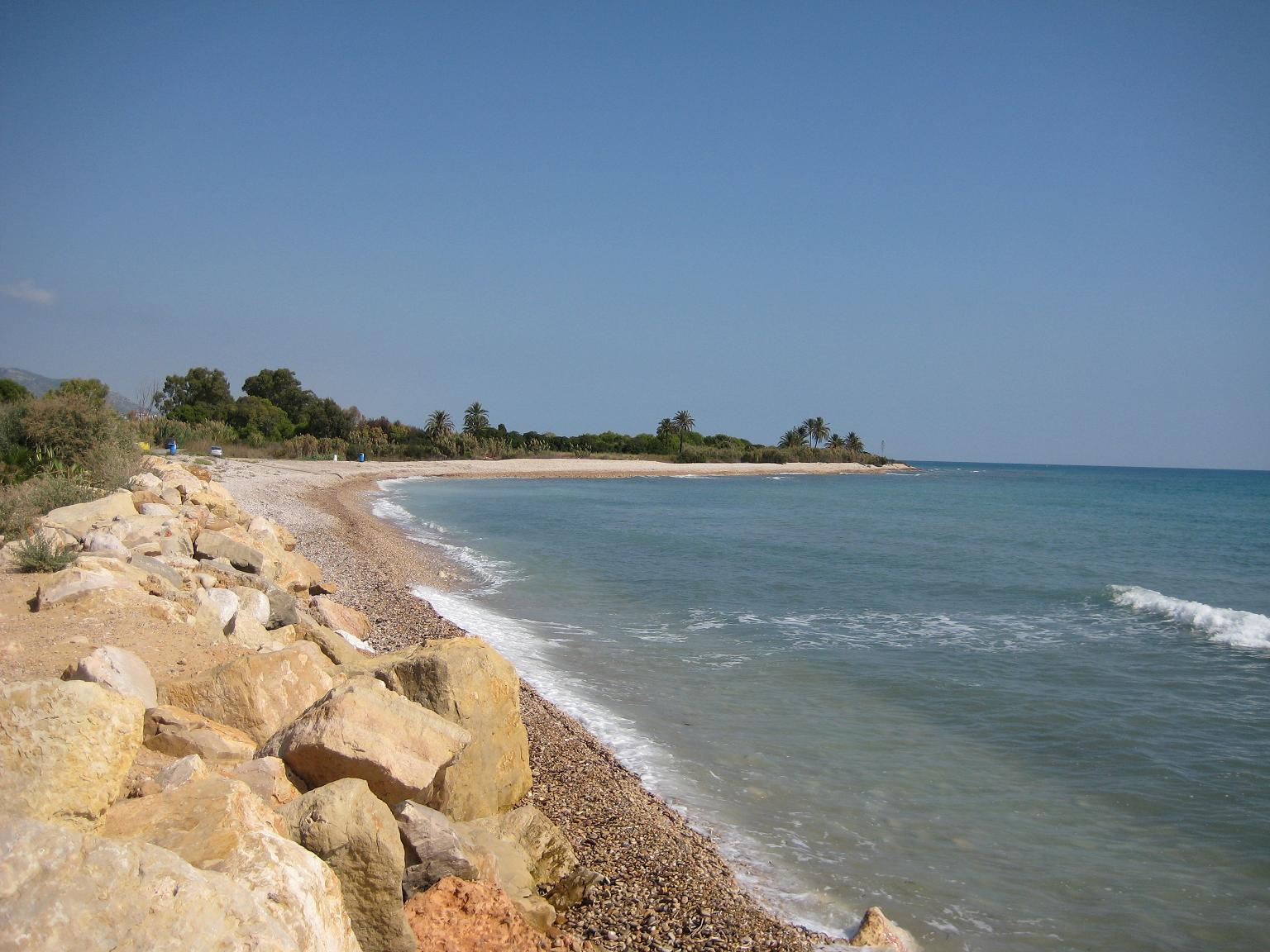

- Dunes del Roquer Martí
- Platja del Carregador
- Platja del Moro
- Platja Romana
- Platja del Serradal
- Platja de Capicorb

## Festes locals
- Sant Antoni Abat. La vespra de la festivitat del sant (17 de gener), s'encén una monumental foguera coronada d'un ninot que representa el dimoni. Entre els actes destaca la processó en la qual participen totes les cavalleries i altres animals que han estat beneïts. Cavalls adornats, carros adornats, gossos, gats, conills... xiquets amb vestits típics, la música de la dolçaina i el tabalet, componen la desfilada.
- Carnestoltes. Els balls de disfresses, les desfilades infantils i d'adults, i l'enterrament de la sardina són els actes més representatius. És destacable la desfilada del dissabte a la nit, durant la qual les colles del poble hi elaboren vestits espectaculars i acolorides carrosses.
- Sant Pere de Verona. Entorn del 29 d'abril se celebren les festes dels fadrins (solters) de la localitat. Festes alegres i vivaces que tenen en la solta de vaques pels carrers el seu major atractiu.
- Mare de Déu dels Desemparats. Patrona de la vila. Se celebra una desfilada processonal el segon diumenge de maig i el següent.
- Fogueres de Sant Joan. Coincidint amb el solstici d'estiu, el dia més llarg de l'any (24 de juny), se celebra la festivitat de Sant Joan. El ritu del foc fa que els veïns encenguen fogueres de llenya i deixalles domèstiques.
- Festes Patronals. En honor de Sant Joan Baptista i el Sagrat Cor de Jesús, es desenvolupen durant els últims dies d'agost a Alcalà, i els primers de setembre a Alcossebre. Els actes giren a l'entorn de l'ancestral costum de córrer i reptar els bous i d'un complet programa d'activitats culturals, lúdiques i artístiques. Destaca la tradició dels cadafals: cada colla té el seu, i amb ells es munta la plaça de bous, on les colles es reunixen per a berenar i córrer els bous.
- Festes de les Fadrines. Se celebren a l'octubre, coincidint amb Santa Teresa, patrona de les fadrines (solteres). Interessants festes de nova creació, organitzades per una colla de jóvens del poble. La intenció principal és celebrar unes festes sense bous, que interessen un públic més divers. Concerts, menjars populars, orquestres, exposicions...
- Santa Llúcia. 13 Desembre. Es tracta d'un romiatge típic i festivitat religiosa on participa tant la gent procedent d'Alcalà i Alcossebre com d'altres llocs de la comarca. La festa comença la vespra, quan majorals i grups de jóvens es reunixen a la nit, al voltant de nombroses fogueres, per a passar la vetlada.
- Sant Antoni en Capicorb. Festa popular i participativa, celebrada a l'agost, en què l'Associació de Veïns de Capicorb organitza activitats lúdiques, orquestres, menjars populars...

## Gastronomia
Els plats típics de la zona són l'olla amb pilota, el rostit de conill i el suquet de peix. De la rebosteria destaca l'anomenada coca celestial, els rotllets de cullerada (popularment, cullerà), així com la coca amb sal, un singular pa pla amb una crosta de sal. També singular és el borrego, una coca amb massa de pa, a la qual s'afig oli, amb llonganissa i cansalada o sardines.

## Persones il·lustres
- Bernat Josep Saragossa i Vilanova (1627–1679), matemàtic i astrònom.
- Pasqual Cucala Mir (1816–1892), capitost carlí.
- Vicent Iturat Gil (1928-2017), cicliste resident a Vilanova i la Geltrú
- Marta Sorlí Fresquet (n. 1986), diputada per Compromís en la XII Legislatura Espanyola